# Ahmad Maryam
Ahmad Maryam är en svensk dramafilm från 2019, regisserad och skriven av Saleh Jamal Eddin. Filmen är bland annat inspelad i Malmö.

## Handling
Filmen handlar om Ahmad som är muslim och Maryam som är kristen och deras förbjudna kärlek till varandra. Han flyr från Damaskus för att bygga ett nytt liv samtidigt som hon är kvar i kriget.